# Хукар
Хукар (шп. Júcar) је река у Шпанији. Дуга је 498 km. Извире у Sierra de Tragacete, а улива се у Средоземно море код Куљере. 